# Chimiotrophie
La chimiotrophie est un des types trophiques caractérisant le mode de nutrition des organismes vivants. 
On parle de chimiotrophie pour les organismes qui trouvent l'énergie nécessaire au développement de leurs cellules sans utiliser celle de la lumière du Soleil (ou d'une source artificielle). Il désigne de manière ambiguë les métabolismes à source d'énergie chimique inorganique. L’ambiguïté vient de ce que le préfixe chimio- désigne la nature chimique de la source d'énergie, le plus souvent organique, comme chez les Animaux. Ce métabolisme chimio(inorga) est connu depuis le XIXe siècle chez certaines bactéries. Il a été découvert à la fin des années 1970 dans des biocénoses abyssales sur des fumeurs noirs et a mis fin au paradigme consistant à placer la photosynthèse au début de toute chaîne alimentaire.
Certaines théories de l'évolution et de l'origine de la vie posent l'hypothèse que la vie ait pu apparaitre avec des espèces chimiotrophes, dans les grands fonds marins, dans les anfractuosités de la roche ou sur des argiles.

## Principes biochimiques
La chimiosynthèse est la conversion biologique de molécules contenant un ou plusieurs atomes de carbone (généralement du dioxyde de carbone ou du méthane) en éléments nutritifs utilisables pour constituer de la matière organique. Les organismes qui la pratiquent utilisent l'oxydation de molécules inorganiques (hydrogène, sulfure d'hydrogène) ou le méthane comme source d'énergie, plutôt que la lumière du Soleil utilisée par les organismes photosynthétiques pour produire des composés organiques complexes.

## Les organismes chimiotrophes
Tous les organismes connus capables de synthétiser des molécules organiques grâce à la chimiosynthèse, sont phylogénétiquement particuliers, mais appartiennent à des groupes taxonomiques comprenant des espèces non-extrémophiles.
Ce sont des groupes qui jouent un rôle biogéochimique important. Ils comprennent :
- des protéobactéries oxydant le soufre (dites gamma et epsilon) ;
- des Aquificaeles ;
- des archaea méthanogènes ;
- des bactéries neutrophiles oxydant le fer.

Certaines réactions, au lieu de libérer de l'oxygène comme lors de la photosynthèse, libèrent du soufre, qui peut former des cristaux ou globules solides quand ils sont excrétés. Chez les bactéries qui produisent ainsi du soufre, des globules jaunes de soufre sont présents et visibles dans leur cytoplasme. Elles jouent un rôle important dans le cycle du soufre.
Beaucoup de micro-organismes vivant dans les zones sombres et profondes des océans peuvent utiliser la chimiosynthèse pour produire de la biomasse à partir de molécules carbonées. Deux catégories principales peuvent être distinguées :
- Dans quelques rares sites où des molécules de dihydrogène (H2) sont disponibles, l'énergie disponible à partir de la réaction entre le CO2 et H2 (conduisant à la production de méthane, CH4) peut être suffisamment importante pour entrainer la production de biomasse.
- Alternativement, dans la plupart des environnements océaniques, l'énergie de la chimiosynthèse provient de réactions impliquant l'oxydation des substances telles que le sulfure d'hydrogène ou de l'ammoniac. Cela peut se produire avec ou sans la présence d'oxygène dans le milieu.

## Classification
Selon la nature du composé oxydé par les organismes, on les classe parmi :
- les organotrophes, utilisant des molécules organiques ;
- les lithotrophes, utilisant des composés inorganiques.

Une seconde distinction peut être faite parmi les chimiotrophes, selon la source de carbone utilisée pour synthétiser leurs molécules : 
- les autotrophes, qui utilisent du carbone prélevé dans le dioxyde de carbone ou des carbonates ; les chimioautotrophes (ou chémoautotrophes) peuvent synthétiser toutes leurs molécules à partir du dioxyde de carbone en utilisant l'énergie contenue dans des molécules inorganiques et sans utiliser la lumière du Soleil. Les chimioautotrophes sont en général lithotrophes, et sont principalement des bactéries et plus particulièrement des archaea extrémophiles. Ils sont les producteurs primaires des écosystèmes extrêmes tels que les fumeurs des grands fonds marins. Ce groupe se compose des méthanogènes, des halophiles et des thermophiles. On compte aussi des bactéries réductrices du soufre, les bactéries nitrifiantes (Nitrobacter, Nitrosomonas...) et les bactéries thermoacidophiles.
- les hétérotrophes, qui nécessitent une source de carbone organique ; les chimiohétérotrophes ne peuvent utiliser le dioxyde de carbone directement et doivent se fournir en au moins une source de carbone organique, comme le glucose.

## Position dans les réseaux trophiques
Dans les environnements où la lumière ne pénètre pas, ou dans certains environnements extrêmes (très chauds, anoxiques…), seuls des micro-organismes chimiosynthétiques peuvent vivre. Ils peuvent à leur tour être consommés par d'autres organismes dans l'océan.  Ils peuvent aussi faire partie d'associations symbiotiques entre organismes chimiosynthétiques et organismes hétérotrophes. C'est par exemple ce qui se produit autour des sources hydrothermales ou des suintements froids, dans les fonds marins. Dans ces milieux, bien moins rares qu'on ne le pensait autrefois, des populations significatives, de plus d'une centaine d'espèces d'animaux peuvent vivre à partir de la production primaire chimiosynthétique de quelques espèces exploitant les sources hydrothermales, clathrates de méthane, les suintements froids, ou cadavres de grands cétacés en décomposition.

## Intérêt scientifique
Il est marqué depuis les années 1970.
- Le méthane produit par les déchets humains et agricoles (dont élevages) pose un problème, parce qu'on le récupère mal et qu'il est un puissant gaz à effet de serre. Mieux comprendre comment d'autres espèces peuvent l'exploiter est une source possible de solutions nouvelles.
- Le méthane est abondant dans l'Univers. Une hypothèse est que la chimiosynthèse pourrait permettre la vie sous la surface de Mars, sous la glace de la lune Europe de Jupiter ou de la lune Encelade de Saturne ou encore sur d'autres planètes.
- Les organismes chimiotrophes font aussi preuve de capacités inhabituelles de résistance dans les milieux extrêmes. Ces caractéristiques intéressent l'industrie, l'agriculture, l'écologie, les métiers de la dépollution des sols, comme le domaine de l'exploration spatiale.